# Seznam članov Mestnega sveta Mestne občine Maribor (2006-2010)
Seznam članov Mestnega sveta Mestne občine Maribor v mandatu 2006-2010.

## Slovenska demokratska stranka
- Igor Marinšek
- Karl Midlil
- Lidija Kocuvan-Gašparič
- Milan Mikl
- Danilo Burnač
- Darja Lampret
- Boštjan Viher
- Daniel Blejc

## Socialni demokrati (Slovenija)
- Boris Sovič
- Damjana Karlo
- Vinko Mandl
- Mateja Dover Emeršič
- Anton Gačnik
- Matevž Frangež
- Joanna Bertoncelj

## Liberalna demokracija Slovenije
- Milan Petek
- Andrej Verlič
- Helena Hvalec
- Jozsef Györkös
- Jasmina Vidmar
- Anton Tone Vogrinec

## Lista za pravičnost in razvoj
- Stojan Auer
- Lidija Divjak Mirnik
- Primož Juhart
- Maja Krajnc Ružič
- Simon Žunič

## Slovenska ljudska stranka
- Tanja Vindiš Furman
- Boris Rožman
- Tatjana Mileta

## Demokratična stranka upokojencev Slovenije
- Valter Drozg
- Jelka Kolmanič
- Avgust Heričko

## Slovenska nacionalna stranka
- Rok Peče
- Gorazd Kos

## Maribor gre naprej
- Gregor Pivec
- Jože Glogovšek

## Stranka mladih Slovenije
- Božidar Pučnik
- Janja Viher

## Nova Slovenija
- Zdravko Luketič

## Neodvisna lista gasilcev Maribor
- Ivan Sisinger

## Lista upokojencev Maribor
- Dragica Pavličić

## Mariborska lista
- Janez Ujčič

## Zeleni Slovenije
- Melita Cimerman

## Gibanje za pravičnost in razvoj
- Gaja Lašič

## Seznami
- seznam članov Mestnega sveta Mestne občine Maribor
- seznam članov Mestnega sveta Mestne občine Maribor (1994-1998)
- seznam članov Mestnega sveta Mestne občine Maribor (1998-2002)
- seznam članov Mestnega sveta Mestne občine Maribor (2002-2006)
- seznam članov Mestnega sveta Mestne občine Maribor (2010-2014)